# کلک رو
کلک رو مربوط به دوران پارینه‌سنگی جدید است و در شهرستان رومشکان، بخش مرکزی، شهر چغابل واقع شده است و این اثر در تاریخ ۲۸ اسفند ۱۳۸۵ با شمارهٔ ثبت ۱۸۵۰۰ به‌عنوان یکی از آثار ملی ایران به ثبت رسیده است.